# Hermann Jerz
Hermann Jerz (* 21. Juli 1935 in Ulm) ist ein deutscher Geologe. Neben seiner hauptberuflichen Tätigkeit beim Bayerischen Geologischen Landesamt (1964–2000) war er Honorarprofessor an der Universität Augsburg (1977–2004).

## Leben und Wirken
Hermann Jerz studierte Geologie bis zum Vordiplom an der Ludwig-Maximilians-Universität München (LMU München) und wechselte dann an die Technische Universität München (TU München). 1961 schloss er dort sein Studium ab und war anschließend in der Abteilung Erdöl-Erdgas der Fa. Preussag AG tätig. 1961 promovierte Jerz an der TU München am Lehrstuhl für Allgemeine Geologie und Alpengeologie. 1964 trat er in den Dienst des Bayerischen Geologischen Landesamtes (heute Teil des Bayerischen Landesamtes für Umwelt), zuerst im Bereich der Bodenkundlichen Landesaufnahme, später im Bereich der Geologischen Landesaufnahme, und war dort zuletzt bis zu seiner Pensionierung 2000 als Regierungsdirektor tätig. Dort führte er Kartierungen durch, die als bodenkundliche und geologische Kartenblätter nebst Erläuterungsbänden erschienen.
Zwischen 1977 und 2004 war Jerz Lehrbeauftragter am Lehrstuhl für Physische Geographie und Quantitative Methoden am Institut für Geographie der Universität Augsburg; 1993 wurde ihm von der Universität Augsburg der Titel eines Honorarprofessors verliehen. Dort oblag ihm auch die Alleinvertretung des Faches Geologie als Nebenfach im Diplomstudiengang. Seine Forschungen lagen in den Bereichen Eiszeitforschung, Klima- und Gletscherforschung, Stratigraphie, Magnetostratigraphie, Geomorphologie, Bodenkunde und Landschaftsgeschichte, daneben veröffentlichte er als langjähriger Vorstand der Gesellschaft für Bayerische Landeskunde auch zur Landesgeschichte. Von 1981 bis 1987 war er Sekretär der Deutschen Subkommission für Quartärstratigraphie und von 1982 bis 1991 Sekretär der INQUA-Subkommission für Europäische Quartärstratigraphie (SEQS).

## Ehrungen
- Albrecht-Penck-Medaille der Deutschen Quartärvereinigung (2008)
- Verdienstkreuz 1. Klasse des Verdienstordens der Bundesrepublik Deutschland (2017)

## Veröffentlichungen (Auswahl)
- Hermann Jerz: Das Wolfratshausener Becken. Seine glaziale Anlage und Überlieferung. In: Eiszeitalter und Gegenwart. Band 29, 1979, S. 63–69 (eg-quaternary-sci-j.net [PDF; 3,6 MB; abgerufen am 9. Juli 2018]).
- Jean Chaline, Hermann Jerz: Stratotypen des Würm-Glazials. In: Eiszeitalter und Gegenwart. Band 35, 1984, S. 185–192 (unimib.it [PDF; 3,6 MB; abgerufen am 9. Juli 2018]).
- Hermann Jerz: Das Eiszeitalter in Bayern. Erdgeschichte, Gesteine, Wasser, Boden (= Geologie von Bayern. Band 2). E. Schweizerbart, Stuttgart 1993, ISBN 978-3-510-65157-3 (XI, 243 S.).
- Hermann Jerz, Andreas Poschinger: Neuere Ergebnisse zum Bergsturz Eibsee-Grainau. In: Hans Risch (Hrsg.): Quartär in Südbayern (= Geologica Bavarica. Band 99). Bayerisches Geol. Landesamt, München 1995, S. 383–398.